# Rheden (Basse-Saxe)
Rheden est une ancienne commune allemande du land de Basse-Saxe et l'arrondissement de Hildesheim.